# 警視庁東京国際空港テロ対処部隊
警視庁東京国際空港テロ対処部隊（けいしちょうとうきょうこくさいくうこうテロたいしょぶたい）は、警視庁警備部において航空保安に関する警戒警備に当たる部隊。東京国際空港を警備する専従部隊であり、警備第一課の附置機関とされている。日本の空港を専門に警備する部隊としては、千葉県警察の成田国際空港警備隊に続き、全国2例目である。

## 概要
1952年、連合国軍最高司令官総司令部に接収されていた東京飛行場が日本に返還され、東京国際空港（羽田空港）として民間機の運航が再開された。これにあわせて、空港内の警察業務のため、蒲田警察署からの配員によって東京国際空港警戒配置箇所が配置され、1955年9月7日には東京国際空港警備派出所と改称、1958年7月22日には蒲田警察署羽田空港支所となった。そして1960年4月1日に東京空港警察署として昇格し、警務係（警務・警備・警邏・会計）、外事係および刑事防犯係が置かれて、羽田空港における警備体制が確立された。
その後、1978年に新東京国際空港（成田空港）が開港すると、羽田空港は国内線を中心として使用されることになった。しかし成田空港は、都心へのアクセスの悪さや発着容量不足などの問題を抱えていたことから、利便性に優れる羽田空港の再国際化が求められることとなり、2010年には新しい国際線旅客ターミナルビルと4本目の滑走路がオープンした。
このように羽田空港の国際化・施設充実が進んだことから、警視庁警備部では、日常的な警察業務を担当する空港警察署とは別に、空港を狙ったテロリズムに対する警戒強化が必要と判断した。まず2012年4月3日、羽田空港に程近い品川区に所在する第六機動隊の下に空港警備中隊が発足した。これは53名体制で、銃器対策や爆発物処理、化学防護などの特殊技能を備えた人員も含まれており、4交代制で空港に常駐していた。
そして東京国際空港国際線ターミナルの拡張に伴い、2014年4月、空港警備中隊を改編して設置されたのが本部隊であり、67名体制に増強されるとともに機動隊から独立し、警備第一課の附置機関として組織改正がなされた。また2020年東京オリンピックを控えて、本部隊を増員するとともに、空港に隣接する新庁舎を建設し、爆発物を検索する警備犬と共に常駐させることになっている。